# Please Don't Say You Love Me
"Please Don't Say You Love Me" là một bài hát của nữ ca sĩ kiêm sáng tác nhạc người Anh Gabrielle Aplin. Bài hát này do chính Aplin và Nicholas Atkinson sáng tác và được phát hành dưới dạng đĩa đơn thứ hai trích từ album phòng thu đầu tay của cô mang tên English Rain (2013). Nó được phát hành dưới dạng kĩ thuật số tại Anh Quốc vào ngày 10 tháng 2 năm 2013.
Bài hát đạt thành công vừa phải tại khu vực Châu Âu, khi đạt đến top 10 tại Anh Quốc, Ireland và Úc. Cho đến nay, nó đạt được hơn 70,000 bản tại Úc và được chứng nhận đĩa Bạch kim bởi ARIA.

## Video âm nhạc
Một video âm nhạc quảng bá cho đĩa đơn này được phát hành trên hệ thống YouTube vào ngày 30 tháng 9 năm 2012 với độ dài 3 phút 28 giây, có sự góp mặt của nam diễn viên Iain de Caestecker.

## Trong văn hóa đại chúng
- Một phiên bản mộc của bài hát này được xuất hiện ở tập cuối chương trình Hollyoaks vào ngày 19 tháng 4 năm 2013.
- Mãi đến ngày 28 tháng 7 năm 2014, tức hơn một năm kể từ ngày phát hành, "Please Don't Say You Love Me" mới mở đầu tại vị trí thứ 3 trên ARIA Charts vào ngày 28 tháng 7 năm 2014, sau khi Rachael Thompson trình diễn bài hát này trong lần thử giọng cho chương trình The X Factor Úc.

## Danh sách bài hát
| Kĩ thuật số - EP | Kĩ thuật số - EP                                     | Kĩ thuật số - EP |
| STT              | Nhan đề                                              | Thời lượng       |
| ---------------- | ---------------------------------------------------- | ---------------- |
| 1.               | "Please Don't Say You Love Me"                       | 3:01             |
| 2.               | "Stranger Side"                                      | 3:04             |
| 3.               | "Rings Round Roses"                                  | 2:59             |
| 4.               | "Please Don't Say You Love Me" (Phiên bản dương cầm) | 3:41             |

## Trên các bảng xếp hạng và chứng nhận
| Bảng xếp hạng (2013-14)   | Thứ hạng cao nhất |
| ------------------------- | ----------------- |
| Úc (ARIA)                 | 3                 |
| Bỉ (Ultratop 50 Flanders) | 48                |
| Ireland (IRMA)            | 27                |
| Scotland (OCC)            | 5                 |
| Anh Quốc (OCC)            | 6                 |

| Quốc gia                                                                           | Chứng nhận | Số đơn vị/doanh số chứng nhận |
| ---------------------------------------------------------------------------------- | ---------- | ----------------------------- |
| Úc (ARIA)                                                                          | Bạch kim   | 70.000^                       |
| * Chứng nhận dựa theo doanh số tiêu thụ. ^ Chứng nhận dựa theo doanh số nhập hàng. |            |                               |

## Lịch sử phát hành
| Quốc gia | Ngày phát hành      | Định dạng   | Nhãn thu âm             |
| -------- | ------------------- | ----------- | ----------------------- |
| Anh Quốc | 10 tháng 2 năm 2013 | Tải nhạc số | EMI Records, Parlophone |